# Ecuador en la clasificación de Conmebol para la Copa Mundial de Fútbol de 2026
La selección de fútbol de Ecuador es uno de los diez equipos nacionales que participan en la clasificación de Conmebol para la Copa Mundial de Fútbol, en la que se definen los representantes de Conmebol para la Copa Mundial de Fútbol de 2026 que se desarrollará en Canadá, Estados Unidos y México.
La etapa preliminar —también denominada eliminatorias— se juega en América del Sur desde septiembre de 2023 hasta septiembre de 2025 en encuentros de ida y vuelta.

## Antecedentes
Tras la participación de Ecuador en la Copa Mundial de Catar 2022, donde no avanzó a la fase eliminatoria, el nuevo ciclo mundialista comenzó con la contratación como director técnico al español Félix Sánchez Bas, quien anteriormente había dirigido a Catar durante seis años incluyendo la participación catarí como anfitriones de la Copa Mundial de Fútbol 2022. Fue el reemplazo de Gustavo Alfaro que no renovó con La Tri. Ecuador inició la eliminatoria con tres puntos menos, debido a una sanción impuesta por el Tribunal de Arbitraje Deportivo (TAS) como consecuencia del caso Byron Castillo.
Antes del inicio de las eliminatorias se disputaron varios partidos amistosos. En marzo de 2023, durante la doble fecha FIFA se disputaron dos partidos contra Australia en Sídney y Melbourne.

## Sistema de juego
El sistema de juego de las eliminatorias consiste por octava ocasión consecutiva, en enfrentamientos de ida y vuelta todos contra todos, con un total 18 jornadas.
Tras haber sorteado el orden de los partidos en la edición anterior en la ciudad de Luque, Paraguay, el 17 de diciembre de 2019, la Conmebol decidió repetir el calendario de partidos para estas clasificatorias.
Para el mundial 2026 se aumentó la cantidad de equipos participantes de 32 a 48, por ende se aumentaron los cupos para Conmebol, así los primeros seis puestos accederán de manera directa a la Copa Mundial de Fútbol de 2026. La selección que logre el séptimo puesto disputará un torneo de repesca ante equipos nacionales de otras confederaciones.

## Sede
La selección nacional de fútbol tuvo como sede oficial -para sus partidos por las eliminatorias mundialistas- al estadio Modelo de la ciudad de Guayaquil por 25 años, hasta el año 1985, en el que la Federación Ecuatoriana de Fútbol (FEF) decidió cambiar la sede a Quito. Desde entonces, «La Tri» —como es conocida la selección localmente— juega habitualmente sus partidos en el estadio Olímpico Atahualpa, ubicado en el centro de Quito, con contadas excepciones en que realizó su localía en el estadio Monumental (de propiedad del Barcelona Sporting Club) de Guayaquil.
Sin embargo, tras un proyecto de demolición y reconstrucción del Atahualpa, en el 2020 la presidencia de la FEF —en conjunto con la dirigencia de Liga Deportiva Universitaria— tomó la decisión de cambiar la sede de la selección al estadio Rodrigo Paz Delgado (también denominado popularmente como Casa Blanca).
| Ciudad              | Estadio             |
| ------------------- | ------------------- |
| Quito               | Rodrigo Paz Delgado |
|                     |                     |
| 41 575 espectadores |                     |
| Guayaquil           | Monumental          |
|                     |                     |
| 59 283 espectadores |                     |

## Uniformes
| Titular 2023 | Alternativa 2023 | Alternativa 2024 | Especial 1 2025 | Especial 2 2025 |

## Tabla de posiciones
| Pos. | Selección | Pts. | PJ | G  | E | P  | GF | GC | Dif. |
| ---- | --------- | ---- | -- | -- | - | -- | -- | -- | ---- |
| 1.   | Argentina | 35   | 16 | 11 | 2 | 3  | 28 | 9  | +19  |
| 2.   | Ecuador   | 25   | 16 | 7  | 7 | 2  | 13 | 5  | +8   |
| 3.   | Brasil    | 25   | 16 | 7  | 4 | 5  | 21 | 16 | +5   |
| 4.   | Uruguay   | 24   | 16 | 6  | 6 | 4  | 19 | 12 | +7   |
| 5.   | Paraguay  | 24   | 16 | 6  | 6 | 4  | 13 | 10 | +3   |
| 6.   | Colombia  | 22   | 16 | 5  | 7 | 4  | 19 | 15 | +4   |
| 7.   | Venezuela | 18   | 16 | 4  | 6 | 6  | 15 | 19 | –4   |
| 8.   | Bolivia   | 17   | 16 | 5  | 2 | 9  | 16 | 32 | –16  |
| 9.   | Perú      | 12   | 16 | 2  | 6 | 8  | 6  | 17 | –11  |
| 10.  | Chile     | 10   | 16 | 2  | 4 | 10 | 9  | 24 | –15  |

| L\V                  | Bandera de Argentina | Bandera de Bolivia | Bandera de Brasil | Bandera de Chile | Bandera de Colombia | Bandera de Ecuador | Bandera de Paraguay | Bandera de Perú | Bandera de Uruguay | Bandera de Venezuela |
| Bandera de Argentina |                      | 6:0                | 4:1               | 3:0              | 1:1                 | 1:0                | 1:0                 | 1:0             | 0:2                | :                    |
| Bandera de Bolivia   | 0:3                  |                    | :                 | 2:0              | 1:0                 | 1:2                | 2:2                 | 2:0             | 0:0                | 4:0                  |
| Bandera de Brasil    | 0:1                  | 5:1                |                   | :                | 2:1                 | 1:0                | 1:0                 | 4:0             | 1:1                | 1:1                  |
| Bandera de Chile     | 0:1                  | 1:2                | 1:2               |                  | 0:0                 | 0:0                | 0:0                 | 2:0             | :                  | 4:2                  |
| Bandera de Colombia  | 2:1                  | :                  | 2:1               | 4:0              |                     | 0:1                | 2:2                 | 0:0             | 2:2                | 1:0                  |
| Bandera de Ecuador   | :                    | 4:0                | 0:0               | 1:0              | 0:0                 |                    | 0:0                 | 1:0             | 2:1                | 2:1                  |
| Bandera de Paraguay  | 2:1                  | 1:0                | 1:0               | 1:0              | 0:1                 | :                  |                     | 0:0             | 2:0                | 2:1                  |
| Bandera de Perú      | 0:2                  | 3:1                | 0:1               | 0:0              | 1:1                 | 0:0                | :                   |                 | 1:0                | 1:1                  |
| Bandera de Uruguay   | 0:1                  | 3:0                | 2:0               | 3:1              | 3:2                 | 0:0                | 0:0                 | :               |                    | 2:0                  |
| Bandera de Venezuela | 1:1                  | 2:0                | 1:1               | 3:0              | :                   | 0:0                | 1:0                 | 1:0             | 0:0                |                      |

|  | Clasifican a la Copa Mundial de Fútbol de 2026.  |
|  | Clasifica al Torneo de Repesca Intercontinental. |

### Evolución de posiciones
| País / Fecha | 1    | 2   | 3   | 4   | 5   | 6   | 7   | 8   | 9   | 10  | 11  | 12  | 13  | 14  | 15  | 16  | 17  | 18  |
| ------------ | ---- | --- | --- | --- | --- | --- | --- | --- | --- | --- | --- | --- | --- | --- | --- | --- | --- | --- |
| Ecuador      | 10.º | 9.º | 7.º | 6.º | 6.º | 5.º | 6.º | 4.º | 5.º | 5.º | 5.º | 3.º | 2.º | 2.º | 2.º | 2.º | ?.° | ?.° |
| Resultado    | P    | G   | G   | E   | E   | G   | P   | G   | E   | E   | G   | G   | G   | E   | E   | E   | –   | –   |

### Puntos obtenidos contra cada selección durante las eliminatorias
| vs.       | Bandera de Argentina | Bandera de Bolivia | Bandera de Brasil | Bandera de Chile | Bandera de Colombia | Bandera de Paraguay | Bandera de Perú | Bandera de Uruguay | Bandera de Venezuela | Total |
| --------- | -------------------- | ------------------ | ----------------- | ---------------- | ------------------- | ------------------- | --------------- | ------------------ | -------------------- | ----- |
| Local     | –                    | 3                  | 1                 | 3                | 1                   | 1                   | 3               | 3                  | 3                    | 18    |
| Visitante | 0                    | 3                  | 0                 | 1                | 3                   | –                   | 1               | 1                  | 1                    | 10    |
| Total     | 0                    | 6                  | 1                 | 4                | 4                   | 1                   | 4               | 4                  | 4                    | 28    |

## Partidos

### Segunda vuelta
| Fecha 17; septiembre de 2025 | Paraguay | vs. | Ecuador |  |  |
| --:-- (UTC-3)                |          |     |         |  |  |

| Fecha 18; septiembre de 2025 | Ecuador | vs. | Argentina | Estadio Monumental, Guayaquil |  |
| --:-- (UTC-5)                |         |     |           |                               |  |

## Jugadores
Listado de jugadores que han participado del proceso eliminatorio para la Copa Mundial 2026.
| Nombre              | Posición      | Edad    | Club                         | PJ |
| ------------------- | ------------- | ------- | ---------------------------- | -- |
| Hernán Galíndez     | Portero       | 38 años | C. A. Huracán                | 10 |
| Moisés Ramírez      | Portero       | 24 años | Independiente del Valle      | 2  |
| Alexander Domínguez | Portero       | 36 años | Liga Deportiva Universitaria | 2  |
| Javier Burrai       | Portero       | 33 años | Barcelona S. C.              | -  |
| Gilmar Napa         | Portero       | 21 años | C. S. Emelec                 | -  |
| Gonzalo Valle       | Portero       | 29 años | Liga Deportiva Universitaria | 2  |
| David Cabezas       | Portero       | 29 años | C. D. El Nacional            | -  |
| Félix Torres        | Defensa       | 28 años | S. C. Corinthians P.         | 14 |
| Robert Arboleda     | Defensa       | 32 años | São Paulo F. C.              | 3  |
| Willian Pacho       | Defensa       | 23 años | París Saint-Germain F. C.    | 16 |
| Piero Hincapié      | Defensa       | 23 años | Bayer Leverkusen             | 12 |
| Pervis Estupiñán    | Defensa       | 27 años | Brighton & Hove Albion F. C. | 12 |
| Ángelo Preciado     | Defensa       | 27 años | A. C. Sparta Praga           | 11 |
| Leonardo Realpe     | Defensa       | 22 años | Red Bull Bragantino          | 1  |
| José Hurtado        | Defensa       | 21 años | Red Bull Bragantino          | 3  |
| Joel Ordóñez        | Defensa       | 21 años | Club Brujas                  | 6  |
| Luis Segovia        | Defensa       | 25 años | R. W. D. Molenbeek           | -  |
| Jhoanner Chávez     | Defensa       | 22 años | R. C. Lens                   | 5  |
| Beder Caicedo       | Defensa       | 31 años | Independiente del Valle      | 1  |
| Leonel Quiñónez     | Defensa       | 30 años | Liga Deportiva Universitaria | -  |
| Aníbal Chalá        | Defensa       | 27 años | C. S. Emelec                 | -  |
| Jackson Porozo      | Defensa       | 24 años | C. D. Leganés                | -  |
| Xavier Arreaga      | Defensa       | 30 años | Barcelona S. C.              | -  |
| Cristian Ramírez    | Defensa       | 30 años | Ferencváros T. C.            | 1  |
| José Cifuentes      | Mediocampista | 24 años | Rangers F. C.                | 3  |
| Carlos Gruezo       | Mediocampista | 29 años | San Jose Earthquakes         | 7  |
| Ángel Mena          | Mediocampista | 36 años | C. F. Pachuca                | 6  |
| Jordy Alcívar       | Mediocampista | 24 años | Independiente del Valle      | -  |
| Joao Ortiz          | Mediocampista | 27 años | Independiente del Valle      | 5  |
| Moisés Caicedo      | Mediocampista | 23 años | Chelsea F. C.                | 15 |
| Kendry Páez         | Mediocampista | 18 años | Independiente del Valle      | 10 |
| Júnior Sornoza      | Mediocampista | 29 años | Independiente del Valle      | 2  |
| Alan Franco         | Mediocampista | 26 años | C. Atlético Mineiro          | 12 |
| John Yeboah         | Mediocampista | 24 años | Venezia F. C.                | 8  |
| Óscar Zambrano      | Mediocampista | 20 años | Hull City A. F. C.           | -  |
| Jeremy Sarmiento    | Mediocampista | 22 años | Burnley F. C.                | 3  |
| Pedro Vite          | Mediocampista | 23 años | Vancouver Whitecaps F. C.    | 7  |
| Patrickson Delgado  | Mediocampista | 20 años | F. C. Dallas                 | -  |
| Anthony Valencia    | Mediocampista | 21 años | Royal Antwerp F. C.          | -  |
| Jhegson Méndez      | Mediocampista | 28 años | Independiente del Valle      | 2  |
| Yaimar Medina       | Mediocampista | 20 años | K. R. C. Genk                | 2  |
| Denil Castillo      | Mediocampista | 21 años | F. C. Midtjylland            | 1  |
| Darwin Guagua       | Mediocampista | 17 años | Independiente del Valle      | 1  |
| Patrik Mercado      | Mediocampista | 21 años | Independiente del Valle      | -  |
| Enner Valencia      | Delantero     | 35 años | S. C. Internacional          | 13 |
| Gonzalo Plata       | Delantero     | 24 años | C. R. Flamengo               | 7  |
| Kevin Rodríguez     | Delantero     | 25 años | R. Union Saint-Gilloise      | 14 |
| Jhojan Julio        | Delantero     | 25 años | Liga Deportiva Universitaria | 4  |
| Jordy Caicedo       | Delantero     | 25 años | Atlas F. C.                  | 2  |
| Leonardo Campana    | Delantero     | 24 años | Inter de Miami               | 3  |
| Alan Minda          | Delantero     | 22 años | Círculo de Brujas            | 6  |
| Janner Corozo       | Delantero     | 29 años | Barcelona S. C.              | 2  |
| John Mercado        | Delantero     | 23 años | AVS Futebol SAD              | 4  |
| Nilson Angulo       | Delantero     | 21 años | R. S. C. Anderlecht          | 2  |
| Keny Arroyo         | Delantero     | 19 años | Beşiktaş J. K.               | 2  |
| Bryan Ramírez       | Delantero     | 24 años | Liga Deportiva Universitaria | -  |

## Estadísticas

### Generales
| 28 | 16 | 7 | 7 | 2 | 13 | 5 | +8 |

| 18 | 8 | 5 | 3 | 0 | 10 | 2 | +8 |

| 10 | 8 | 2 | 4 | 2 | 3 | 3 | 0 |

### Goleadores
| Jugador         | Goles | Jugada | Cabeza | T. libre | Penal |
| Enner Valencia  | 5     | 3      | 1      |          | 1     |
| --------------- | ----- | ------ | ------ | -------- | ----- |
| Gonzalo Plata   | 2     | 2      |        |          |       |
| Félix Torres    | 2     | 1      | 1      |          |       |
| Kendry Páez     | 1     | 1      |        |          |       |
| Kevin Rodríguez | 1     | 1      |        |          |       |
| Ángel Mena      | 1     | 1      |        |          |       |
| Alan Minda      | 1     | 1      |        |          |       |

### Asistencias
| Jugador        | Asistencias |
| Moisés Caicedo | 3           |
| -------------- | ----------- |
| Enner Valencia | 2           |
| Alan Franco    | 2           |
| Pedro Vite     | 2           |
| Kendry Páez    | 1           |